# Hansjörg Profanter
Hansjörg Profanter (* 28. November 1956 in Villnöß, Südtirol) ist ehemaliger Solo-Posaunist des Symphonieorchesters des Bayerischen Rundfunks in München.

## Leben
Profanter stammt aus einer musikalischen Familie (sein Bruder Toni Profanter ist Kapellmeister und Landesstabführer des Verbandes Südtiroler Musikkapellen), wuchs in Villnöß/Südtirol auf und ist in jungen Jahren als Posaunist in die Musikkapelle Villnöß eingetreten. Mittlerweile lebt er mit seiner Familie in München und in seiner Heimatgemeinde St. Peter in Villnöß.

## Ausbildung
Zwischen 1973 und 1976 besuchte er das Musik-Konservatorium C. Monteverdi von Bozen und Trient bei Ennio Guidetti. In den Jahren 1974 und 1975 besuchte er Sommerkurse bei Bruno Ferrari in Lanciano. Zwischen 1977 und 1978 studierte er Posaune bei Michael Stern am Konservatorium in Innsbruck.

## Berufslaufbahn
1977 erhielt er sein erstes Engagement als Solo-Posaunist am Teatro Regio in Turin. 1978 wirkte er als Solo-Posaunist am Bayerischen Staatsorchester München unter W. Sawallisch mit. 1979 wechselte er zum Symphonieorchester des Bayerischen Rundfunks unter R. Kubelik in der gleichen Position, dem er bis 2022 angehörte.
Neben den üblichen Verpflichtungen als Posaunist, spielt er verschiedene Sonderinstrumente wie Basstrompete in der Aufnahme des Rings des Nibelungen unter B. Haitink, oder Tenor-Tuba (Bilder einer Ausstellung, Don Quichote, Flötenkonzert von L. Maazel). Hansjörg Profanter wird auch als Gast bei Orchestern wie dem Orchester der Accademia nazionale di Santa Cecilia in Rom, den Bamberger Symphonikern, den Berliner Philharmonikern u. a. eingeladen. Er bestreitet auch laufend Auftritte als Solist mit Orchester, Posaune und Klavier, Posaune und Orgel usw. Seit 1984 ist Hansjörg Profanter festes Mitglied des „Münchner Gabrieli-Ensemble“ für das er zahlreiche Arrangements geschrieben hat. Weiters wirkt er bei den Bavaria Blechbläsersolisten und beim Xsemble München (zeitgenössische Musik) mit. 1980 war Profanter Preisträger beim Internationalen Wettbewerb Concorso Viotti in Vercelli. In seiner Freizeit spielt er auch gerne in seiner Heimatgemeinde Villnöß bei der Musikkapelle mit.